# あだたら高原スキー場
あだたら高原スキー場（あだたらこうげんスキーじょう）は福島県二本松市奥岳温泉に位置するスキー場である。

## 概要
当初は二本松市が運営する公営スキー場だったが、1972年（昭和47年）、富士急行に経営を移譲した。現在、富士急行のグループ企業である富士急安達太良観光が運営している、あだたら高原リゾート内にあり、夏季には安達太良山への奥岳登山口入口となっている。
2009年12月にゴールドラインリフトが新設された。
スキー場まで車で5分のところに越谷市立あだたら少年自然の家を所有する埼玉県越谷市の新成人に対しては、リフト券無料のサービスが行われている。

## アクセス
東北自動車道二本松インターチェンジから車で20分、JR東北本線二本松駅から車で30分。
またスキー場から岳温泉までは毎日シャトルバスが運行されている。